# 덜레이니 브램릿

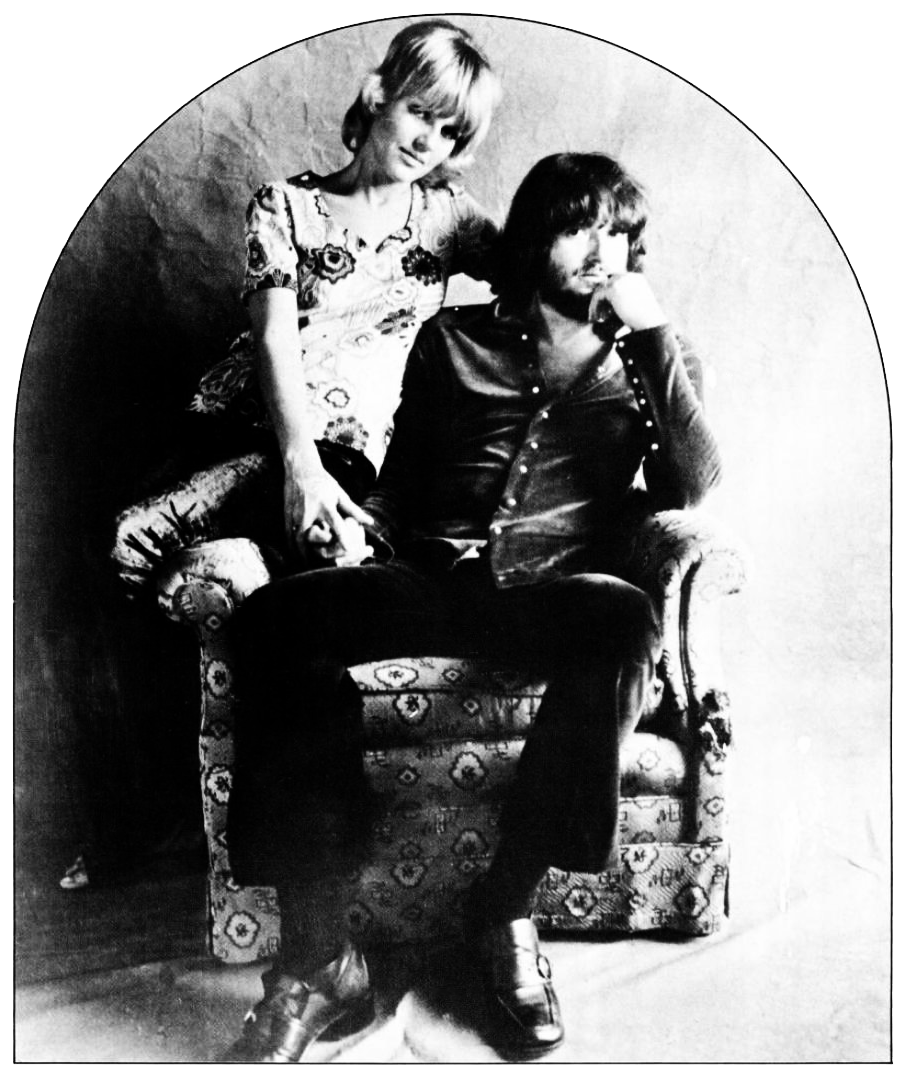

덜레이니 브램릿(Delaney Bramlett, 본명(本名)은 덜레인 앨빈 브램릿(Delaine Alvin Bramlett), 1939년 7월 1일 ~ 2008년 12월 27일)은 미국의 남성 가수, 작사가, 작곡가, 기타리스트, 피아니스트, 하모니카 연주자, 색소포니스트, 음반 프로듀서, 영화배우이다.

## 생애

### 청년 시절
그는 고등학교를 졸업한 1958년부터 1961년까지 미국 해군에 복무하여 1961년 미국 해군 하사 예편하였다.

### 주요 경력
- 1961년 미국 해군 하사 예편.
- 1962년 기타 연주자 첫 데뷔.
- 1963년 피아노 연주자 데뷔.
- 1964년 하모니카 연주자 데뷔.
- 1965년 색소폰 연주자 데뷔.
- 1966년 솔로 가수 데뷔.
- 1969년 프로젝트 록 음악 밴드 "Delaney & Bonnie & Friends"의 보컬리스트 겸 기타리스트.
- 1969년 보컬 듀오 "Delaney & Bonnie"의 보컬리스트.
- 1974년 미국 영화 《Catch my soul》의 단역으로 영화배우 데뷔.

## 유명세
한때 그는 미국 부부 록 보컬 음악 그룹 "덜레이니 앤 보니"의 보컬리스트 겸 기타리스트 활약을 하였고 이에 아울러 그는 "덜레이니 앤 보니"의 《Superstar》라는 곡을 작사 및 작곡하여 1971년에 발표하였으며 《Superstar》라는 이 곡을 그는 나중에 다시 편곡하여 미국 남매 보컬 음악 그룹 "카펜터즈(Carpenters)"에게 주어 "카펜터즈(Carpenters)"도 《Superstar》라는 곡을 리메이크하였다.

## 기타 이력
그는 미국 여성 가수 겸 작사가 바니 브램릿(Bonnie Bramlett)과 결혼하였다가 1973년 이혼하였다.